# ケヴィン・ゲイジ
ケヴィン・ゲイジ（Kevin Gage, 1959ｰ）はアメリカ合衆国の俳優。映画「ヒート」(1995)でウェイングローを演じ有名になった。

## 略歴
ウィスコンシン州北部に生まれ、子供時代は祖父母が経営する酪農場で働きながら学校に通っていた。バスケットボール、野球、フットボール、アイスホッケーなど、スポーツが得意な活発な少年だった。
高校を卒業すると海を見るためにヒッチハイクでフロリダ州に向かう。そのままフロリダで暮らし始めたがまともな仕事が見つからないため、数か月後には職を探しにロサンゼルスに移り住み、警備会社や配送業、バーテンダーなどの仕事を転々とした。給料は良く生活は安定していたという。
そうして3年ほどが過ぎステーキ店で働いているところをスカウトされた。演技指導を受けながら舞台劇をいくつか経験したあと、1986年にマイケル・ランドン主演のテレビドラマ ”Highway to Heaven” で俳優としてデビュー。続いて「スペースキャンプ」(1986)、「ランボー者」(1987)、「L.A.ロー/七人の弁護士」など映画やテレビドラマに出演した。「スペースキャンプ」の撮影でケリー・プレストンと出会い結婚するが2年後に離婚した。
そうして1995年、「ヒート」で "ウェイングロー"を演じ、彼の代表作となった。この役には競争相手が多く、マイケル・マン監督らと2か月間に渡る延べ11回のオーディションを行なった末に決定しており、『ロバート・デ・ニーロのような才能ある俳優と仕事をすることを13年間夢見ていた』と喜びを語っている。
劇中のウェイングローの登場シーンはわずか6分程度だが、見る者に強烈な印象を与え、おかげで以後たくさんのオファーが舞い込んだ。「G.I.ジェーン」(1997)ではデミ・ムーアやヴィゴ・モーテンセン、「コン・エアー」(1997)ではニコラス・ケイジやスティーブ・ブシェミ、「ブロウ」(2001)ではジョニー・デップなど有名俳優との共演を果たした。
2006年にシャノン・ペリス・ナイトと結婚したが2014年に死別。2020年現在、息子と一緒に南カリフォルニアに暮らし俳優業を続けている。

## 人物
趣味はスカイダイビング、スキューバダイビング、スノーボード、釣り、ギターなど。小型飛行機の免許を所有する。
1991年に自動車事故を起こし3ヶ月間の入院と、約1年間の車椅子生活を送った。
2002年、友人2人と医療大麻を栽培する免許を取得したが、その翌年に大麻栽培の容疑で逮捕された。カリフォルニア州では合法でありサンフランシスコ管理委員会も奨励しているのだが、報告されていた880本に対して実際に栽培していたのは1245本と、大麻草の本数が大きく食い違っていたことから連邦政府に起訴されたのだった。
大麻については、交通事故の後遺症による慢性的な痛み、癌を患う妹、多様性硬化症で苦しむ兄など、様々な苦痛やストレスを軽減するために必要だったとしている。2人の友人も同じく事故の後遺症などを患っていた。判決は実刑41ヶ月だったが模範囚だったこともあり29ヶ月で釈放された。刑務所では看守や囚人たちに「ウェイングロー」と呼ばれた。
しかし2008年、映画"Laid to Rest" の撮影のためメリーランド州アナポリスに滞在中に、参加したパーティーが大音量の音楽を流していたため警察が介入、ジョイント（大麻を紙巻タバコ状にして吸う行為）の容疑で再び逮捕された。このときは自分から申告したためすぐに釈放された。

## プライベート
1985年、「スペースキャンプ」で共演したケリー・プレストンと結婚。2年後に離婚した。
2006年にシャノン・ペリス・ナイトと結婚し、翌年息子のライダー・ジェイが生まれた。結婚して3年後にシャノンが悪性の脳腫瘍を発症。闘病生活を送っていたが、シャノンは2014年に42歳で亡くなった。

## フィルモグラフィ

### 映画
| 製作年 | 邦題 原題                                            | 役名                               | 備考             |
| ------ | ---------------------------------------------------- | ---------------------------------- | ---------------- |
| 1984   | Billy Crystal: A Comic's Line                        |                                    | ドキュメンタリー |
| 1986   | スペースキャンプ                                     | カウンセラー#2                     |                  |
| 1987   | ランボー者 Steele Justice                            | 軍曹                               |                  |
| 1989   | メイフィールドの怪人たち The 'Burbs                  | 警官                               |                  |
| 1994   | Last Resort                                          | Killer                             | ビデオ映画       |
| 1995   | ヒート Heat                                          | ウェイングロー                     |                  |
| 1997   | コン・エアー Con Air                                 | ビリー・ジョー(バーで絡んでくる男) |                  |
| 1997   | G.I.ジェーン G.I. Jane                               | マックス・パイロー教官             |                  |
| 1997   | ザ・クリーナー Double Tap                            | バーク捜査官                       |                  |
| 1998   | Gunshy                                               | Ward                               |                  |
| 1998   | デッド・オア・アライブ／監獄の街 Point Blank         | ジョー・レイ                       |                  |
| 1998   | Strangeland                                          | Mike Gage                          |                  |
| 1999   | Junked                                               | Clow                               |                  |
| 2000   | Ricky 6                                              | Pat Pagan                          |                  |
| 2001   | ブロウ Blow                                          | レオン・ミンゲラ                   |                  |
| 2001   | 沈黙のテロリスト Ticker                              | プーチ                             |                  |
| 2001   | ノックアラウンド・ガイズ Knockaround Guys            | ブルッカー                         |                  |
| 2002   | ＭＡＹ －メイ－ May                                  | パパ・キャナディ                   |                  |
| 2002   | American Girl                                        | Deputy Richard                     |                  |
| 2004   | Lightning Bug                                        | Earl Knight                        |                  |
| 2004   | パパラッチ Paparazzi                                 | ケヴィン・ロズナー                 |                  |
| 2005   | Chaos                                                | Chaos                              |                  |
| 2006   | Love's Abiding Joy                                   | John Abel                          |                  |
| 2007   | Sugar Creek                                          | Sherrif Worton                     |                  |
| 2007   | Big Stan                                             | Bullard                            |                  |
| 2008   | アミューズメント Amusement                           | トライトン                         |                  |
| 2008   | Exact Bus Fare                                       | McManus                            | 短編映画の主演   |
| 2009   | Kill Theory                                          | The Killer                         |                  |
| 2009   | Born That Way                                        | Jake Green                         |                  |
| 2009   | Laid to Rest                                         | Tucker                             |                  |
| 2009   | THE LINE 殺しの銃弾 La linea                         | ワイヤー                           |                  |
| 2010   | ナイトレイジ The Killing Jar                         | ハンク                             |                  |
| 2010   | Happiness Runs                                       | 催眠術師                           |                  |
| 2010   | Chasing 3000                                         | Short Order Cook                   |                  |
| 2013   | American Girls                                       | Judge Joe Gordon                   |                  |
| 2013   | コール オブ デューティ ゴースト Call of Duty: Ghosts | ガブリエル・ローク                 | ビデオゲーム     |
| 2014   | The Gambler                                          | The Gambler                        | 短編映画         |
| 2014   | Fear Clinic                                          | Gage                               |                  |
| 2014   | 7ミニッツ 7 Minutes                                  | タッキー                           |                  |
| 2015   | ジュラシック・シティ Jurassic City                   | ドイル                             |                  |
| 2016   | My Father Die                                        | Tank                               |                  |
| 2016   | デンジャラス・チェイサー Misfortune                  | マリック                           |                  |
| 2021   | Hustle Down                                          |                                    |                  |
| 2021   | Day Labor                                            | Travis Bernard                     |                  |
| 2022   | Cosmic Radio                                         | Hank                               |                  |
| 2022   | Uppercut                                             | Judge D'Amato                      |                  |
| 2022   | Lights Out                                           | Poe                                |                  |
| 2023   | Crossfire                                            | Stranger                           |                  |
| 2024   | Lights Out                                           | Poe                                |                  |

### テレビドラマ
| 製作年    | 題名                                                 | 役名                      | 備考                        |
| --------- | ---------------------------------------------------- | ------------------------- | --------------------------- |
| 1984      | Billy Crystal: A Comic's Line                        |                           | ドキュメンタリー            |
| 1986      | Highway to Heaven                                    | 少年#1                    | テレビシリーズの1エピソード |
| 1987      | バイオレンス・ウルフ Werewolf                        |                           | テレビシリーズの2エピソード |
| 1987-1988 | 追撃！スノーチェイサー High Mountain Rangers         |                           | テレビシリーズの2エピソード |
| 1988      | L.A.ロー／七人の弁護士 L.A.Law                       | カルビン・ショールズ      | テレビシリーズの1エピソード |
| 1995      | レネゲイド/反逆のヒーロー Renegade                   | リッチー・パスコ          | テレビシリーズの1エピソード |
| 1996      | 刑事ナッシュ・ブリッジス Nash Bridges                | ナイトトレイン            | テレビシリーズの1エピソード |
| 1999      | L.A.大捜査線 マーシャル・ロー Martial Law            | ドワイト・メリル          | テレビシリーズの1エピソード |
| 1999      | V.I.P. V.I.P.                                        | フランク・ニューソン      | テレビシリーズの1エピソード |
| 2001      | Going to California                                  |                           | テレビシリーズの1エピソード |
| 2002      | ファイヤーフライ 宇宙大戦争 Firefly                  | スティッチ・ヘシアン      | テレビシリーズの1エピソード |
| 2003      | ヤング・スーパーマン Smallville                      | パイン                    | テレビシリーズの1エピソード |
| 2006      | CSI:マイアミ CSI: Miami                              | チャールズ・ペルソン      | テレビシリーズの1エピソード |
| 2007      | The Nine                                             | Finn Stanton              | テレビシリーズの1エピソード |
| 2013      | バンシー Banshee                                     | ペイルライダー/ウィックス | テレビシリーズの2エピソード |
| 2013      | コール オブ デューティ ゴースト Call of Duty: Ghosts | ガブリエル・ローク        | ビデオゲーム                |
| 2014      | サンズ・オブ・アナーキー Sons of Anarchy             | ヘンチ                    | テレビシリーズの1エピソード |
| 2015      | Amnesia                                              |                           | テレビシリーズの1エピソード |
| 2016      | SCORPION／スコーピオン Scorpion                      | マドックス                | テレビシリーズの1エピソード |